# Northern blot
A Northern blot egy molekuláris biológiai módszer, amely a Southern blot módszerhez hasonló kivitelezésű. További blot mechanizmus a Western blot.

## Célja
Egy specifikus RNS-nek komplex RNS-keverékből való kimutatása.

## A módszer
1. Az RNS mintát formaldehid-tartalmú agaróz gélben elektroforetizálják. A formaldehid denaturáló jellege miatt felbomlanak az RNS másodlagos kötései, így kinyújtott alakban, méretüknek megfelelően vándorolnak a gélben.
2. Az RNS-eket átviszik a gélből egy filterre.
3. A keresett RNS-re specifikus radioaktív próbával hibridizálják.
4. Autoradiográfiát végeznek (a próbával jelölt hibriden) és ha a keresett RNS jelen volt a mintában, akkor az, a megfelelő helyen, az autoradiogrammon fekete csíkként jelenik meg.